# La Capilla, Misantla
La Capilla är en ort i Mexiko.   Den ligger i kommunen Misantla och delstaten Veracruz, i den sydöstra delen av landet, 240 km öster om huvudstaden Mexico City. La Capilla ligger 181 meter över havet och antalet invånare är 120.
Terrängen runt La Capilla är huvudsakligen kuperad. La Capilla ligger nere i en dal. Runt La Capilla är det ganska tätbefolkat, med 124 invånare per kvadratkilometer. Närmaste större samhälle är Misantla, 3,8 km öster om La Capilla. Omgivningarna runt La Capilla är en mosaik av jordbruksmark och naturlig växtlighet.